# Gornja Lastva
Gornja Lastva (cyr. Горња Ластва) – wieś w Czarnogórze, w gminie Tivat. W 2003 roku liczyła 6 mieszkańców.